# Comité d'enquête de la fédération de Russie

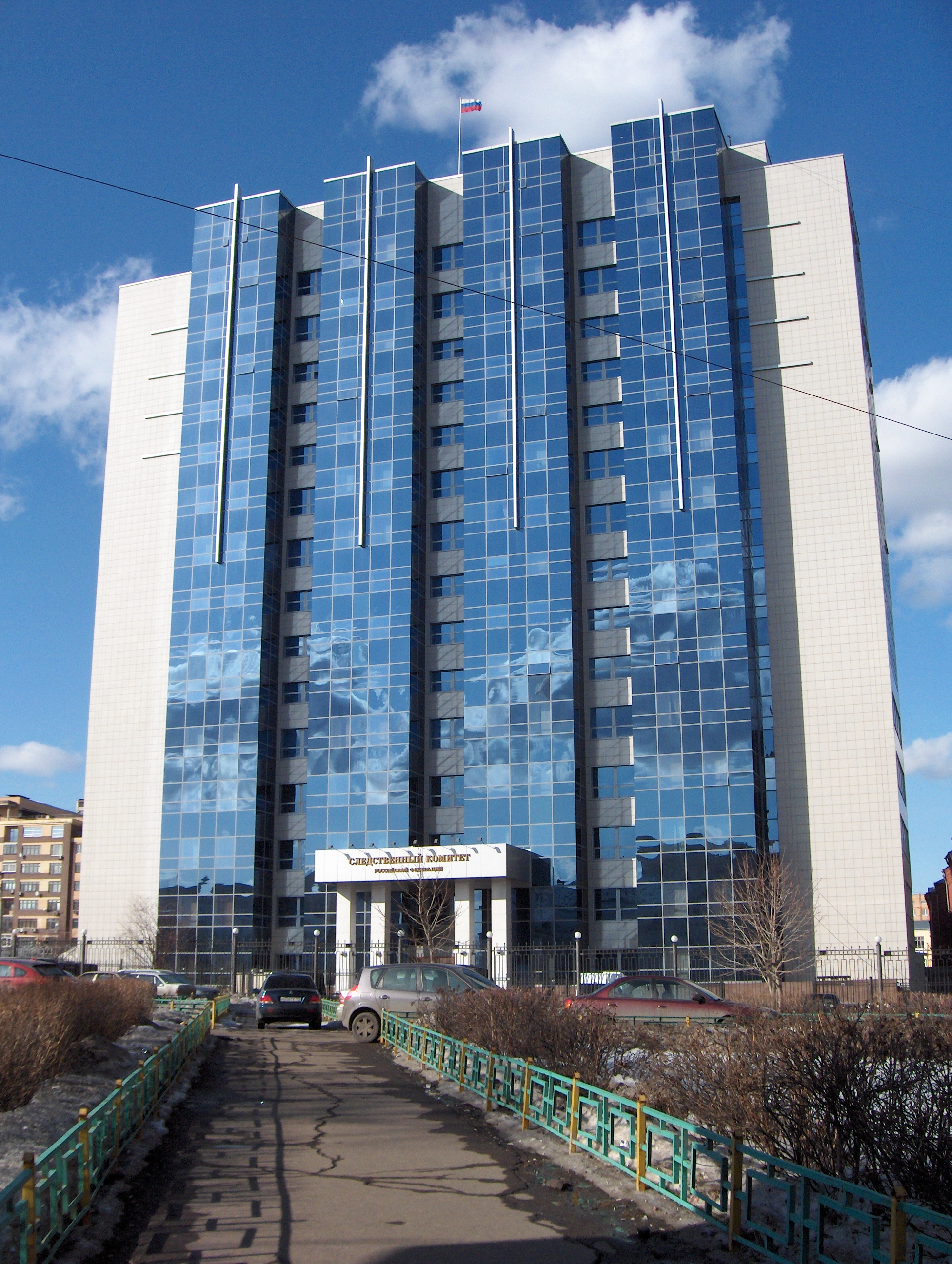
Siège du comité à Moscou, rue Bauman.

Le comité d'enquête de la fédération de Russie (en russe : Следственный комитет Российской Федерации) est le principal organe d'enquête de la fédération de Russie. Il remplace le comité d'enquête du procureur général de Russie et a été institué le 15 janvier 2011 par un décret du président de la fédération de Russie, Dmitri Medvedev. Il est présidé par Alexandre Bastrykine qui est entré en poste le 21 janvier suivant. Le président est alors assisté de cinq vice-présidents : Alexandre Sorotchkine, Youri Nyrkov, Vassili Piskarev, Elena Leonenko et Boris Karnaoukhov, nommés par décret présidentiel le 15 janvier.